# Proton Malaysian Open
Malaysian Open (eller officiellt Proton Malaysian Open) är en tennisturnering som ingår i touren ATP 250 Series. Den spelas i Bukit Jalil, två mil söder om Kuala Lumpur, Malaysia, vanligtvis i månadsskiftet september–oktober, på arenan Putra Indoor Stadium. Underlaget är hard court.
Turneringen ägde tidigare rum under åren 1993–1995 och i nuvarande omfattning sedan 2009.
År 2010 åkte Robin Söderling ut i kvartsfinalen mot Andrej Golubev, Kazakstan, i två raka set.